# Elettroscleroterapia
L'elettroscleroterapia con bleomicina è una terapia in fase sperimentale che comporta la combinazione di bleomicina ed elettroporazione reversibile.
La bleomicina è un farmaco che viene utilizzato come citostatico nel trattamento del cancro e come sclerosante per il trattamento delle malformazioni vascolari. La Bleomicina stata scoperta in Giappone negli anni '60 per le sue proprietà citotossiche e antibiotiche; successivamente è stato rilevato che aveva anche un forte effetto sclerosante. La bleomicina è infatti uno degli sclerosanti utilizzati per il trattamento delle malformazioni vascolari venose e linfatiche.
L'elettroscleroterapia con bleomicina consiste nell'applicare localmente l'agente sclerosante bleomicina insieme a brevi impulsi elettrici ad alta tensione al fine di incrementare temporaneamente la permeabilità delle membrane cellulari, aumentando così il trasporto intracellulare di bleomicina e riducendo la dose richiesta per ottenere pari efficacia. Gli studi preclinici hanno anche indicato che l'elettroporazione in combinazione con bleomicina altera la struttura dell'endotelio interagendo con il citoscheletro e l'integrità delle giunzioni intercellulari. Questo può portare a stravaso, edema interstiziale e un voluto collasso delle strutture vascolari.
A livello clinico la procedura è nota come elettrochemioterapia nel trattamento dei tumori cutanei da inizio anni '90 ed è stata utilizzata per le malformazioni vascolari a partire dal 2017. I primi studi hanno indicato che l'uso della bleomicina in combinazione con l'elettroporazione reversibile può aumentare l'effetto della scleroterapia, anche con una dose ridotta di bleomicina e un numero ridotto di sessioni rispetto alla scleroterapia con bleomicina standard. Nel 2021 uno studio retrospettivo su 17 pazienti con malformazioni venose che non rispondevano a precedenti terapie invasive ha mostrato una diminuzione del volume della lesione su imaging a risonanza magnetica in media dell'86%, con un miglioramento clinico in tutti i pazienti dopo una media di 3,7 mesi e 1,12 sessioni per paziente.

## Links
https://www.compgefa.de/en/science/bleomycin-electrosclerotherapy-best Archiviato il 23 agosto 2021 in Internet Archive.